# Ваврик Василь Романович
Василь Романович Ваврик (21 березня 1889, с. Яснище, Австро-Угорщина (нині Бродівський район Львівська область) — 5 червня 1970, Львів) — письменник, літературознавець, історик, москвофіл.

## Життєпис
Скінчивши гімназію в Бродах, вступив на юридичний факультет Львівського університету.
Під час Першої світової війни був заарештований австрійською владою і потрапив до концтабору Терезін, а пізніше до Талергофу. 1918 року в Ростові-на-Дону вступив до Карпато-руського загону — підрозділу Добровольчої армії.
1926 року закінчив Празький університет. До 1939 року співпрацював у москвофільських установах і виданнях.
За радянських часів викладав російську мову у Львівському університеті, був науковим працівником Львівського історичного музею.
Писав російською мовою та язичієм. У 1920—1930 роках виступав як поет, повістяр, драматург, публіцист. Досліджував творчість галицьких письменників.
Помер 5 травня 1970 року у Львові. Похований у спільному гробівці галицьких журналістів та письменників москвофільської орієнтації, що на полі № 72 Личаківського цвинтаря.

## Твори
Поезія
- Трембита (Ужгород, 1921);
- Красная горка (Львів, 1923).

Проза
- Калинин сруб (Львів, 1926);
- Карпатороссы в Корниловском походе и Добровольческой армии. (Львів, 1926).

Літературознавчі праці
- Яков Федорович Головацкий, его деятельность и значение в галицко-русской словесности" (Львів, 1925);
- Галицкая литература «Слова о полку Игореве» (Львів, 1930);
- Талергоф, Жизнь и деятельность И. Н. Далибора-Вагилевича (1934; усі видані у Львові);
- Александр Сергієвич Пушкін. В 100-літню річницю єго смерти. Виданє для народа., «Слово о полку Игореви». В 750-літню річницю появленя, Члены Ставропигиона за 350 лет (1586—1936) (1937; усі видані у Львові);
- Школа и бурса Львовского Ставропигиона (1938; Львів).

Також підготував працю «Терезин и Талергоф: К 50-летней годовщине трагедии галицко-русского народа» (1966; видана у Москві, 2001), «Краткий очерк галицко-русской письменности», «Крестьяне — поэты» (обидві — Лувен, 1973; посмертно) та багато інших.